# Clavicornaltica tamdao
Clavicornaltica tamdao es un coleóptero de la familia Chrysomelidae.
Fue descrita científicamente en 2005 por Konstantinov & Duckett.